# Cabellos de Pele

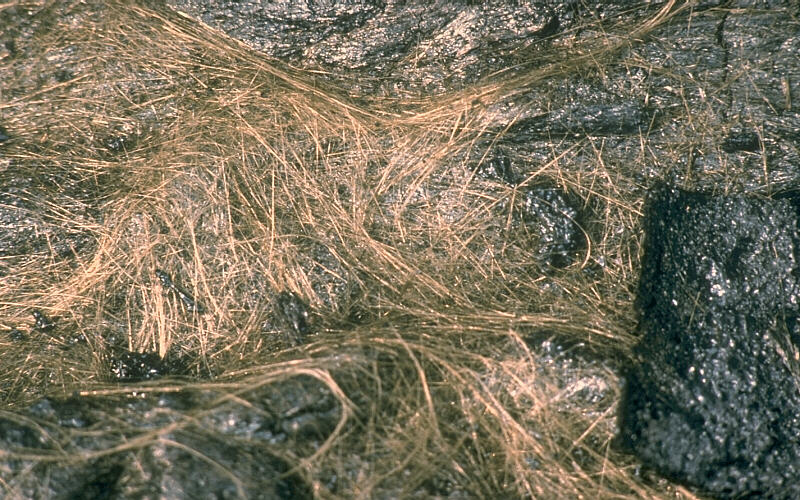
Cabellos de Pele observados el 27 de marzo de 1984 en una colada de lava tipo pahoehoe en el volcán Kīlauea, Hawái.

Los cabellos de Pele son hebras de vidrio basáltico formadas en fuentes de lava, cascadas de lava y coladas de lava veloces durante erupciones hawaianas. Una hebra de menos de 0,5 mm de diámetro puede llegar a medir hasta 2 metros. Las hebras reciben el nombre de Pele, la diosa de los volcanes en la mitología hawaiana. Estas hebras basálticas se producen cuando las burbujas de gas dentro de la lava estallan en su superficie, extendiendo el material en hilos.